# B-wykluczenie
B-wykluczenie – stan, w którym istnieje umowny podział użytkowników Internetu (czyli osób znajdujących się po korzystniejszej stronie wykluczenia cyfrowego). Podział ten tworzy grupę w pełni świadomie i krytycznie korzystającą z zasobów Internetu, jako jednego z wielu źródeł informacji, oraz grupę bezkrytycznie powielającą informacje pochodzące z Internetu, będącego podstawowym dla niej źródłem informacji.
Poprzez korzystanie z gotowych, łatwo dostępnych produktów intelektualnych liczba producentów nowych rozwiązań maleje, a rynek dominowany jest przez rozwiązania tanie i łatwe do powielenia. B-wykluczenie prowadzi w konsekwencji do kumulacji produkcji dóbr intelektualnych i ich dominacji w praktycznych zastosowaniach. Korzystanie z gotowych, narzucanych rozwiązań, skanalizowanego dostępu do informacji powoduje systematyczne ograniczanie swobody informacyjnej.